# 프로젝트 파워
《프로젝트 파워》(영어: Project Power)는 2020년 넷플릭스에서 공개된 미국의 SF 스릴러, 슈퍼히어로 영화이다. 제이미 폭스, 조셉 고든 레빗, 도미니크 피시백, 호드릭 산토루, 에이미 랜데커가 출연하고 헨리 주스트와 아리엘 슐만 콤비가 연출했다. 5분간 초능력을 발휘할 수 있는 약물 '파워'를 막기 위한 마약상 소녀와 경찰관, 전직 군인의 추적극을 다룬다.
2020년 8월 14일 넷플릭스를 통해 공개되었다.

## 줄거리
가까운 미래의 뉴올리언스. 5분간 초능력을 발휘하게 해주는 마약 '파워'가 유통되기 시작한다. 6주가 흐른 지금, 각지에서 초능력자들의 범죄 사건이 일어난다. 뉴올리언스에 사는 소녀 로빈은 래퍼를 꿈꾸지만 홀어머니의 건강 때문에 큰 돈이 필요했고, 사촌인 뉴트를 통해 손에 넣은 파워를 몰래 유통한다. 로빈의 뒤에는 초능력 범죄자들에 대항하기 위해 마찬가지로 파워를 이용하는 경찰관 프랭크도 있었다.
그 무렵 뉴트는 파워의 공급원을 홀로 추적하는 남자, 일명 '소령'의 습격을 당한다. 소령에게 공급원을 추궁당한 뉴트는 파워를 복용하고 불꽃 인간이 되지만, 소령의 기지로 인해 무력화된 후 약물 과다복용으로 인해 사망한다. 소령은 그에게서 '비기'란 남자의 이름을 듣는다. 한편 프랭크는 투명인간에 의한 은행강도 사건에 뛰어든다. 은행강도의 총에 맞지만 파워를 복용하고 강철인간이 되어 목숨을 건진다. 다행히 범인을 잡았지만 파워를 사용한 것을 이유로 경찰서장에게 정직 처분을 당한다. 서장은 '소령'의 사진을 보여주며 그가 파워의 공급원인 것 같으니 그를 쫓으라는 지시를 내린다.
소령은 뉴트의 휴대폰을 위장해 로빈을 끌어내어 납치·협박한 뒤, 파워 유통조직의 아지트를 찾아낸다. 조직은 뉴올리언스 전역의 파워의 공급라인을 감시하고 있었고, 소령은 이들이 뉴올리언스 시민을 실험 대상으로 이용하고 있음을 알게 된다. 이때 싸움에 휘말릴 뻔한 로빈을 소령이 간신히 구해낸다. 자신을 납치한 인물임에도 친근감을 느낀 로빈은 그를 어머니의 병원으로 데려가 치료해준다. 그런 로빈에게 소령은 자신의 과거에 대해 말해준다. 전직 군인이었던 그는 '텔레이오스'란 사설경비 업체에 고용되어 초능력 실험을 당했고, 도주하던 도중 딸 트레이시가 납치되어 그들을 쫓고 있었다. 그는 수시로 로빈에게서 트레이시의 환영을 겹쳐 보았다.
소령과 로빈은 슈퍼돔 인근에서 열리는 비기의 파워 시연회 현장을 찾아간다. 비기는 후원자들에게 파워가 인간에게 동물의 능력을 부여함으로서 진화의 가능성을 이끌어내는 약이라고 역설한다. 소령은 시연회장을 초토화하고 비기를 사로잡아 그를 추궁해 '제네시스호'라는 배와 가드너 박사란 인물에 대해 알게 된다. 그러나 로빈을 뒤쫓아 온 프랭크에게 붙잡혀 실랑이하던 사이 비기가 파워를 복용하고 거대한 괴물이 되어 버린다. 소령은 건물을 폭파시켜 그를 처치한다.
소령은 프랭크에게 체포되어 연행된다. 소령은 자신의 사정을 설명하고, 프랭크가 몸담은 경찰 조직 또한 '텔레이오스'의 끄나풀일 가능성을 제시한다. 그에게 설득된 프랭크는 서로 힘을 합쳐 텔레이오스를 추적하기로 한다. 소령이 일부러 텔레이오스에 붙잡혀 제네시스호로 이송된다. 제네시스호의 가드너 박사는 트레이시와 소령의 희생으로 인간이 더욱 발전할 수 있다고 말하면서, 소령에게서 유전인자만 추출한 뒤 처형하기로 한다. 그 사이 제네시스호에 잠입한 프랭크는 파워의 힘으로 가드너 박사의 부하들을 처단하고, 로빈은 통제실에서 그를 지원하며, 실험체가 된 트레이시의 위치를 알아낸다. 소령은 간수를 회유하여 풀려난다. 그리고 트레이시와 마침내 재회하게 된다.
그러나 탈출하던 중 그만 로빈이 가드너 박사에게 인질로 잡힌다. 소령은 로빈을 구하기 위해 파워를 복용하고, 딱총새우의 힘을 발휘해 가드너 박사와 그 부하들을 모두 처치한다. 그러나 그 자신도 몸이 버티지 못해 위독하게 되는데, 그때 트레이시가 실험으로 얻은 치유의 능력으로 아버지를 소생시킨다.
파워 프로젝트는 전 세상에 알려지게 된다. 소령은 딸과 함께 계속해서 텔레이오스를 쫓기 위해 떠나고, 프랭크는 경찰의 내통자들을 색출하기로 한다. 로빈은 소령에게서 어머니의 치료비로 쓸 거액의 돈과 함께, 꿈을 포기하지 말라는 메시지를 받는다. 그녀는 래퍼가 되어 꿈을 이어가게 된다.

## 출연
- 제이미 폭스 - 아트 / 소령 역
- 조셉 고든 레빗 - 프랭크 셰이버 역
- 도미니크 피시백 - 로빈 라일리 역
- 로드리고 산토로 - 빅맨 / 비기 역
- 콜슨 베이커 - 뉴트 라샐 역
- 에이미 랜데커 - 가드너 역
- 코트니 B. 밴스 - 크레인 서장 역
- 테이트 플레처 - 월리스 역
- 알렌 말도나도 - 랜드리 역
- 앤드린 워드해먼드 - 아이린 역
- 키야나 시몬 심슨 - 트레이시 역
- 케이시 나이스탯 - 모토 역
- 재지 드 리서 - 캔디 역
- 코리 더마이어스 - 그리프 역
- 제인 치카 오라니카 - 아킬라 역
- C. J. 르블랑 - 믹스 역
- 아자르 칸 - 구엘로 역